# アンドレ・カイヤット
アンドレ・カイヤット（André Cayatte, 1909年2月3日 - 1989年2月6日）は、フランスの映画監督。

## 略歴
1909年2月3日、フランスオード県カルカッソンヌにて生まれる。
1938年までは弁護士として働いており、1942年に La Fausse Maîtresse で映画監督としてデビューして以後、弁護士だった経験を生かした犯罪、正義、道徳的責任などをテーマとした社会派映画を多数発表した。
1950年の『裁きは終りぬ』はヴェネツィア国際映画祭、翌年のベルリン国際映画祭でともにグランプリを受賞した。その後発表した『われわれはみな暗殺者』（1952年）、『洪水の前』（1954年）とともに「法廷三部作」と呼ばれている。
1960年には『ラインの仮橋』で二度目のヴェネツィア国際映画祭金獅子賞を受賞。金獅子賞を二度受賞した監督はこれまでに4人しかおらず、カイヤットはそれを最初に達成した人物である。
1989年2月6日にパリにて死去。

## 主な監督作品
- 貴婦人たちお幸せに Au bonheur des dames (1943)
- カルタの裏 Le dessous des cartes (1948)
- 火の接吻 Les amants de Vérone (1949)
- 二百万人還る Retour à la vie (1949) オムニバス映画
- 裁きは終りぬ Justice est faite (1950)
- われわれはみな暗殺者 Nous sommes tous des assassins (1952)
- 洪水の前 Avant le déluge (1954)
- 黒い書類 Le dossier noir (1955)
- 眼には眼を Oeil pour oeil (1957)
- 両面の鏡 Le miroir à deux faces (1958)
- ラインの仮橋 Le passage du Rhin (1960)
- 俺は知らない Le glaive et la balance (1963)
- 愛のためいき La vie conjugale (1964)
- シンデレラの罠 Piège pour Cendrillon (1965)
- 先生 Les risques du métier (1967)
- カトマンズの恋人 Les chemins de Katmandou (1969)
- 愛のために死す Mourir d'aimer (1971)
- 愛の終りに Verdict (1974)
- 愛の地獄 À chacun son enfer (1977)